# Karl-Erik Svensson
Karl-Erik Svensson (Göteborg, 1891. február 20. – Stockholm, 1978. november 9.) olimpiai bajnok svéd tornász.
Részt vett az 1912. évi nyári olimpiai játékokon, és tornában a svéd rendszerű csapat összetettben aranyérmes lett.
Klubcsapata a KFUM GA volt.